# Alcubilla de las Peñas
Alcubilla de las Peñas é um município da Espanha na província de Sória, comunidade autónoma de Castela e Leão, de área 86,03 km² com população de 82 habitantes (2004) e densidade populacional de 0,95 hab/km².

## Demografia
| Variação demográfica do município entre 1991 e 2004 | Variação demográfica do município entre 1991 e 2004 | Variação demográfica do município entre 1991 e 2004 | Variação demográfica do município entre 1991 e 2004 |
| --------------------------------------------------- | --------------------------------------------------- | --------------------------------------------------- | --------------------------------------------------- |
| 1991                                                | 1996                                                | 2001                                                | 2004                                                |
| 115                                                 | 100                                                 | 99                                                  | 82                                                  |